# 近藤昭仁
近藤 昭仁（こんどう あきひと、1938年4月1日 - 2019年3月27日）は、香川県高松市出身のプロ野球選手（内野手）・コーチ・監督、解説者・評論家。
妻は元女優の北沢典子。一男二女の子がおり、次女は女優の近藤典子。プロレスラーの中西学は次女の元夫で、長女が結婚した際にはタモリ夫妻が媒酌人を務めた。

## 経歴

### プロ入りまで
近藤の登録上の誕生日は1938年4月1日であるが、実際は4月10日が誕生日である。9日の違いがあるのは父親が「1年得するから」という理由で誕生日を繰り上げて役所に届け出たためである。
近所の遊び友達に4学年上の中西太がおり、1953年に中西と同じ高松一高へ進学。3年次の1955年には春季四国大会に進むが、準決勝となった1回戦で鳴門高に敗れる。同年夏は北四国大会出場を賭けた県予選で準決勝に進出するが、坂出商に敗退し甲子園には届かなかった。
高校卒業後は1956年に早稲田大学第二商学部へ進学し、同級生には後に首相となる森喜朗、同じく1年後輩に元Jリーグチェアマンで日本サッカー協会会長の川淵三郎がいる。在学中は東京六大学野球リーグで2度優勝を経験し、4年次の1959年春季リーグでは3年金沢宏（大昭和製紙）・2年安藤元博らの投手陣を擁して4連覇中の立大に競り勝ち、3年ぶりの優勝に貢献。同年の大学全日本選手権でも決勝で再試合の末に関学を降して優勝した。二塁手としてベストナインに2度選ばれている。リーグ通算75試合出場、285打数72安打0本塁打、23打点、打率.253。大学同期には木次文夫一塁手、1年下に徳武定之がいた。

### 現役時代
大学卒業後の1960年に大洋ホエールズへ入団。背番号は1に決まったが、この1という背番号に非常にこだわりを持ち、大学・プロでも「背番号は絶対1番」だと頑として譲らなかった。
1月には元読売ジャイアンツ（巨人）の馬場正平が大洋の入団テストを受けた際、宿舎の風呂場で転倒し腕に裂傷を負ったが、この事故の第一発見者が新人の近藤であった。馬場はこの事故が原因でプロ野球選手を引退するものの、プロレスラーに転身し「ジャイアント馬場」として活躍することとなった。
入団時には同郷・同学の先輩でもある三原脩監督から「お前は期待できん。小さいからプロは諦めた方がいい」と言われたことを、後に大洋の先輩であった土井淳が証言しているが、三原は小柄ながら非常に気が強い近藤の性格を逆に利用し、近藤を散々にけなし闘争心を煽りたてることによって能力を引き出していった。近藤も新人ながら5月には二塁手に定着し、終盤戦には1番打者として奮闘して球団史上初のリーグ優勝に貢献。規定打席（23位、打率.226）にも到達する。大毎との日本シリーズでは10月14日の第3戦（後楽園）で、5-5の同点であった9回表に中西勝己から勝ち越し本塁打、翌15日の第4戦（後楽園）では5回表に小野正一から先制適時打を放つ。チームは4連勝で初の日本一を飾り、シリーズ2勝の秋山登を抑えてMVPを受賞。その後も正二塁手として活躍し、小技を得意としたいぶし銀の活躍を見せた。
バントの名手として知られ、通算239犠打は球団記録として残る。1965年には自己最高の打率.285でリーグ7位にランクインしたほか、同年の41犠打は1942年に猪子利男（南海）が記録した33犠打を23年ぶりに塗り替え、1982年に平野謙（中日）が51犠打を達成するまで日本記録であった。1962年と1965年にはオールスターゲームに出場したが、1972年にジョン・シピンが入団すると出場機会が減り、三塁手や外野手としても起用される。同年オフには自費で渡米し、メジャーリーグの視察を敢行。その時に同行したのは大洋→横浜の球団職員で外国人獲得のプロと言われた牛込惟浩であった。1973年にコーチ兼任となり、同年限りで現役を引退した。

### 現役引退後

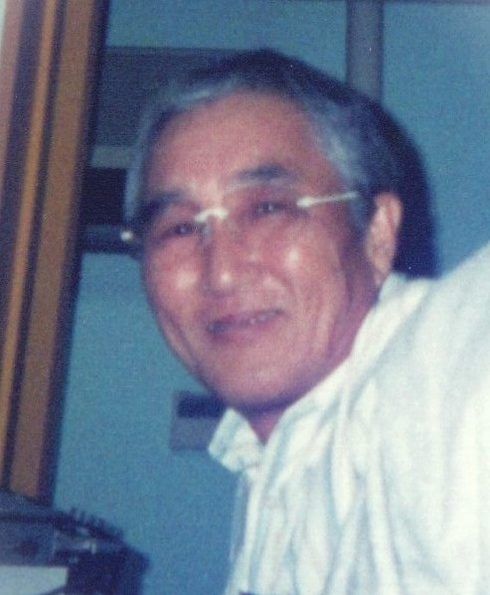
TBS解説者時代 (1999年、神宮球場)

引退後は大洋→横浜（1974年 - 1977年一軍守備コーチ, 1978年二軍守備・走塁コーチ, 1993年 - 1995年監督）、ヤクルト（1979年 - 1981年一軍守備・走塁コーチ）、西武（1982年 - 1986年一軍守備・走塁コーチ）、巨人（1989年 - 1991年・2006年ヘッドコーチ, 2007年統括ディレクター）、ロッテ（1997年 - 1998年監督）で監督・コーチを歴任。指導者生活の合間を縫って、TBSテレビ・TBSラジオ野球解説者、スポーツ報知野球評論家（1987年 - 1988年, 1992年, 1996年, 1999年 - 2005年）を務めた。解説・評論活動と並行し、2005年の1年だけ四国アイランドリーグ巡回コーチも務めた。
大洋コーチ時代の1975年11月8日には東京六大学野球連盟結成50周年記念試合プロOB紅白戦メンバーに選出され、早大の先輩である荒川博監督率いる白軍の選手として出場。
ヤクルト・西武では早大の先輩でもある広岡達朗監督に師事し、西武では2連覇を含む4度のリーグ優勝と3度の日本一に貢献。辻発彦にサイン盗みの技術を教え、辻はプレー中に守備位置で味方に知らせていた。1985年1月19日には広岡に伴われ、久代義明バッテリーコーチ、長池徳士打撃コーチと共に東京・羽田の日航訓練センターにてジャンボ機のシミュレーション飛行に挑戦。近藤は久代と共に海面に着地してしまったのに対し、長池は2度行い2度とも完璧着地したが、実は教官が長池の実兄でパイロットであった。
ヤクルトコーチは小森光生二軍監督の推薦で就任し、在任中は青木実にユマキャンプから低い姿勢でダッシュし、スライディングは最後の瞬間で足を思い切り伸ばす練習を取り組ませた。
藤田元司監督の招聘で就任した巨人コーチ1期目には、グアムキャンプでの打撃練習の際に一・二塁間にロープを張って「ここから下にゴロを転がせ」と選手を指導。叱責役でもあり、藤田が格別可愛がっていた原辰徳が本塁でアウトになると「中途半端なスライディングをするな!」と、試合後の全体ミーティングで厳しく注意。赤坂英一がその件について聞くと「アレは原の怠慢プレー。罰金ものですよ」とバッサリ斬った。リーグ2連覇と1989年の日本一に貢献し、1989年の日本シリーズでは第4戦まで無安打と大不振に陥っていた原を陰で激励。不振脱却のヒントを与えると、第5戦で原は勝負を決める満塁本塁打を放ち、ダイヤモンドを一周した際に三塁コーチの近藤に思わず抱きついた。実況していた吉田填一郎（当時・日本テレビアナウンサー）は興奮して、「今、三塁ベースを回って、牧野ヘッドと抱き合い」と実況してしまった。その縁で原は監督2期目に復帰した2006年、ヘッドコーチとして再び巨人に招聘。1年で退任した後は1年だけ統括ディレクターを務め、松本哲也の育成枠登録などを助言した。
横浜・ロッテ監督はいずれも早大→大洋の後輩である江尻亮から引き継ぎ、横浜ベイスターズ（1993年 - 2011年）の初代監督でもあった。
晩年はパーキンソン病により療養生活を送り、2019年2月に誤嚥性肺炎を発症して入院し、同年3月27日に敗血症性ショックのため川崎市の病院にて80歳で死去。戒名は「巧覺院英球昭光居士」（こうがくいんえいきゅうしょうこうこじ）。

## 監督時代の手腕

### 横浜監督時代（1993年 - 1995年）
1992年オフ（10月14日）にかつての古巣・横浜大洋ホエールズ（1978年から本拠地を横浜スタジアムへ移転したため「大洋ホエールズ」から改称）の監督に就任したが、大洋球団はその直後（11月11日）に球団名を「横浜ベイスターズ」へ改称したため、近藤は「ベイスターズ」初代監督を務めることとなった。ただし、就任直後の秋季練習ではベイスターズのユニフォームが発表されるまでの短期間、横浜大洋ホエールズのユニフォームを着用していた。ヘッド兼打撃コーチは西武時代にともにコーチの間柄だった長池徳士を招聘した。横浜監督1年目の1993年は、ダブルストッパーの1人の盛田幸妃が自主トレ中に右膝じん帯損傷の大怪我でいきなり戦力のつまずきがあったものの、最多勝の野村弘樹、打点王のロバート・ローズ、盗塁王の石井琢朗と3人のタイトルホルダーを輩出。夏前には一時2位まで上昇するも、後半戦に入るとグレン・ブラッグスや佐々木主浩など主軸に故障者が続出し、優勝したヤクルトにも大きく負け越して5位に終わる。同年は石井・畠山をレギュラーに抜擢し、オフにはFAとなった駒田徳広の獲得を進め、生え抜きでベテランの高木豊・屋鋪要・山崎賢一・市川和正・大門和彦・松本豊を大量解雇した。
監督2年目の1994年はダブルストッパーの佐々木がキャンプ中に故障し、肘を手術するトラブルで2年続けていきなりつまずく。更に先発投手陣が総崩れとなり、2桁勝利を挙げた投手は皆無であった。石井琢朗・鈴木尚典ら後のマシンガン打線の中心となる若手野手を積極的に起用していったが、10月9日の最終戦で同率5位に並ぶヤクルトに敗れて最下位に沈む。同年の横浜は総得点が総失点を上回ったにも拘らず最下位に沈んだ日本プロ野球（NPB）史上初のチームで、かつ勝利数も最下位チームとしてはNPB史上最多となる61勝（1998年のロッテと同数）を記録しており、優勝した巨人とは9ゲーム差しか離れていなかった。対戦成績では、この年優勝した巨人には唯一勝ち越し、前年大きく負け越したヤクルトにも勝ち越し、3位の広島にも5割で2位中日も4つの負け越しで4球団の対戦成績の合計では勝率5割だったものの、今度は阪神に大きく負け越してしまいその借金がそのまま順位にも反映してしまった。
監督3年目の1995年は盛田・佐々木のダブルストッパーが2人揃って大活躍し、打線もブラッグス・畠山準が不調であったものの波留・鈴木の台頭等があり穴を埋めたが、先発陣が不調。チームとして16年ぶりのシーズン勝ち越しと12年ぶりの勝率5割越えを記録したが、任期満了を理由に球団から契約延長はされなかった。近藤は退任後、横浜監督時代について「谷繁・石井・鈴木・斎藤ら若手選手たちを育成して3年目にようやく66勝したが、それでも4位だった。Aクラス入りできていれば留任できたかもしれないが、契約切れで大矢明彦に交代した」と述べている。
横浜在任中は投手では斎藤隆・有働克也・三浦大輔・島田直也・五十嵐英樹など若手の台頭はあったものの、盛田・佐々木といったリーグ屈指のリリーフ投手が後ろに控えていた為か、小刻みな継投を好む傾向があり、好機であれば責任投球回数未満であっても先発投手の打順に代打を送ることが多かった。そのことから、好調であった1993年の野村・1994年の斎藤を除いて先発投手を完投させることは少なかった。更にこの作戦でリリーフに勝ちが転がりやすくなり、主に2番手投手として投げた島田は1994年に9勝、1995年に10勝といずれもチーム最多勝を挙げ、リリーフ投手で同じ選手が2年連続チーム最多勝という珍事が起きた。
作戦面では、自らの現役時代の得意技であったバントやエンドラン、スクイズを多用する「緻密な野球」を標榜したが、特にスクイズは相手バッテリーに見破られることも多かった。捕手に対しても代打を起用することが多く、ベンチ入りの捕手を使いきった状況で代打を送ってしまったこともある。また、巨人戦によく野村や斎藤などの主戦級投手をぶつけたため、この時期は巨人に対して互角もしくはそれ以上の成績を残した一方、1993年は優勝のヤクルトに4勝22敗、1994年は4位の阪神に7勝19敗と特定の球団に大きく負け越して順位を大きく下げる要因となった。
横浜監督時代、開幕投手は「相手がエース級だから勝てる確率が低い」とみて、先発ローテーションの3番手・4番手投手を開幕投手にする傾向があった。1993年・1994年は2年連続で有働が投げ、1995年は前年絶不調の野村が投げた。特に1994年の有働は、先発で唯一勝ち越して規定投球回数もクリアした。

### ロッテ監督時代（1997年 - 1998年）
1996年オフに藤田元司の推薦でロッテ監督に就任。当初、ロッテは江尻の後任に藤田に監督要請をしていたが、高齢の為、代わりに中村稔を推薦していた。最終的に近藤に要請、承諾となったが、藤田の要請により中村は一軍投手コーチに就任した。ヘッドコーチは長池が就任した。しかし当時のロッテは前年（1996年）の低迷に加え、小宮山悟に並ぶエース格であった伊良部秀輝とエリック・ヒルマンが退団しており、戦力的にはかなり厳しい状態であった。その中で小坂誠・福浦和也といった新戦力を見出だして台頭させたが、1年目（1997年）はチームの防御率3点台に対して打線が振るわず最下位に終わる。同年8月24日の近鉄戦（大阪ドーム）で延長12回10点差からの逆転サヨナラ負けを喫した。
2年目（1998年）は6月13日のオリックス・ブルーウェーブ戦で、勝っていれば最下位脱出できるところであったが逆転負けを喫したことをきっかけに、7月8日まで1引き分けを挟んでNPB史上最長記録となる一軍公式戦18連敗を記録。16連敗中に迎えた7月7日のオリックス戦では先発したエース・黒木知宏が力投し、連敗ストップまであと一死まで迫ったところで同点本塁打を被弾し、3番手投手・近藤芳久がサヨナラ満塁本塁打を被弾したため、NPB新記録となる17連敗を記録した（「七夕の悲劇」）。同年もパ・リーグ最下位に沈んだが、同年のチーム得点数は581と失点数（563点）を上回っており、得失点差プラスの最下位チームはNPBでは同じく近藤が指揮した1994年の横浜以来2度目で、パ・リーグでは初だった。また勝利数も最下位チームとしては1994年の横浜と並んで最多となる61勝で、チーム打率はパ・リーグ1位の.271を記録したが、チーム打率リーグ1位で最下位に沈んだチームはセ・パ両リーグを通じて3球団目だった。一方、セ・パ両リーグで最下位を経験した監督は当時、NPB史上4人目だった。
1998年10月1日に2年連続最下位が決定したことを受け、契約期間を1年残して球団に引責辞任を申し入れ、ロッテ球団の重光武雄オーナーも7日に辞任を了承したため、翌日（10月8日）に監督退任が発表された。なお、皮肉にも3年前まで近藤が率いていた横浜は同日、権藤博監督の下で38年ぶり（近藤が現役選手として在籍していた1960年・大洋ホエールズ時代以来）・2度目となるセ・リーグ優勝を決めており、近藤は「38年前のV戦士」として秋山登・土井淳とともに祝辞を述べていた。
1998年10月12日の最終戦（対西武戦）後、退団会見で「監督は孤独な職業だが、何度もやりたい職業。次は弱いチームじゃなくて、強いチームで（監督をやりたい）」と発言した。この「もっと強いチームで監督をやりたかった」という発言はロッテファンから批判を受けたが、近藤自身は退任後に『日経ビジネス』（日経BP）の取材に対し、ロッテ監督時代の2年間を回顧して「完成していないチームを勝てるチームに育てるためには5年ほど時間が掛かる。1年目は伊良部・ヒルマンが抜けていたために1から若手を育成する必要があり、2年目の今年になってやっと選手の基礎的な技術が向上したが、チームプレーなどの状況判断が未熟だったことで最下位に低迷した。そのような戦術眼がついてきた後半戦には成績が良くなっていったが、2年連続で最下位に沈んだ以上は『来年も続ける』とは言えなかった。横浜は自身の退任後、大矢が昨年（1997年）に2位までチームを上昇させ、今年になって権藤の下で優勝した。そのような意味では本当に権藤が羨ましい」と述べている。また18連敗中も温かく声援を送り続けたロッテファンには感謝し、応援団長と会食している。また、鷲田康は近藤の発言の真意について「近藤の人一倍強い勝負に対する厳しさ・負けん気の表れだろう。監督時代の近藤にとって不運だったのは、巨人コーチ時代に藤田元司監督を支えた近藤自身のような名参謀がいなかったことだ」と述べている。
ロッテ在任中はダブルストッパーであった成本年秀・河本育之が故障で離脱するなどリリーフが揃わず、指名打者制であったこともあってか、先発投手を早々と交代させることが多かった横浜監督時とは違い、先発投手陣を軒並み引っ張る傾向が強かった。特に伊良部とヒルマンが抜け、1997年以降、小宮山と共にチームのエースとなった黒木は1997年にはリーグ最多となる240.2イニング、1998年も197イニング投げるなど明らかな負担を強いた。小宮山も1998年はリーグ最多となる201イニングを投げた。18連敗中は成本、河本不在のため終盤に逆転される試合が多く、急遽黒木を抑えに配置転換せざるを得なかったが、その黒木が打ち込まれる悪循環であったと後年振り返っている。2001年の黒木の故障はこの頃の酷使が原因である意見も存在し、2004年に9年ぶりに監督に復帰したボビー・バレンタインは、当時長期離脱中であった黒木について「自分がいたらこんな無用な怪我はさせていない」と語っている。これはバレンタイン解任後の1997年以降、黒木が敗戦試合にも意味なく長いイニングを投げたことを意味すると思われる。一方で黒木本人は近藤の訃報を聞いて「苦しい状況でも我慢することを教えていただき、野球人黒木知宏を育てていただいた近藤監督のことは、一生忘れることはありません」と感謝を述べている。

## 詳細情報

### 年度別打撃成績
| 年 度      | 球 団      | 試 合 | 打 席 | 打 数 | 得 点 | 安 打 | 二 塁 打 | 三 塁 打 | 本 塁 打 | 塁 打 | 打 点 | 盗 塁 | 盗 塁 死 | 犠 打 | 犠 飛 | 四 球 | 敬 遠 | 死 球 | 三 振 | 併 殺 打 | 打 率 | 出 塁 率 | 長 打 率 | O P S |
| ---------- | ---------- | ----- | ----- | ----- | ----- | ----- | -------- | -------- | -------- | ----- | ----- | ----- | -------- | ----- | ----- | ----- | ----- | ----- | ----- | -------- | ----- | -------- | -------- | ----- |
| 1960       | 大洋       | 117   | 425   | 389   | 38    | 88    | 17       | 5        | 4        | 127   | 40    | 17    | 7        | 10    | 1     | 25    | 2     | 0     | 82    | 6        | .226  | .272     | .326     | .598  |
| 1961       | 大洋       | 125   | 484   | 436   | 44    | 98    | 12       | 3        | 6        | 134   | 19    | 15    | 14       | 11    | 0     | 36    | 2     | 1     | 96    | 5        | .225  | .285     | .307     | .592  |
| 1962       | 大洋       | 131   | 509   | 462   | 45    | 111   | 21       | 7        | 4        | 158   | 27    | 11    | 5        | 15    | 0     | 29    | 1     | 3     | 79    | 5        | .240  | .289     | .342     | .631  |
| 1963       | 大洋       | 115   | 267   | 226   | 20    | 36    | 4        | 2        | 1        | 47    | 12    | 8     | 2        | 16    | 2     | 22    | 1     | 1     | 32    | 9        | .159  | .235     | .208     | .443  |
| 1964       | 大洋       | 134   | 401   | 353   | 41    | 94    | 9        | 2        | 4        | 119   | 28    | 20    | 4        | 32    | 1     | 15    | 0     | 0     | 23    | 8        | .266  | .295     | .337     | .632  |
| 1965       | 大洋       | 135   | 531   | 466   | 47    | 133   | 22       | 1        | 7        | 178   | 40    | 25    | 7        | 41    | 1     | 19    | 0     | 4     | 35    | 9        | .285  | .318     | .382     | .700  |
| 1966       | 大洋       | 127   | 416   | 381   | 38    | 96    | 20       | 4        | 6        | 142   | 27    | 16    | 7        | 17    | 3     | 14    | 0     | 1     | 38    | 9        | .252  | .278     | .373     | .651  |
| 1967       | 大洋       | 128   | 438   | 398   | 38    | 99    | 19       | 1        | 7        | 141   | 27    | 8     | 9        | 20    | 1     | 19    | 1     | 0     | 52    | 8        | .249  | .282     | .354     | .636  |
| 1968       | 大洋       | 117   | 412   | 376   | 35    | 97    | 15       | 4        | 6        | 138   | 32    | 8     | 5        | 8     | 2     | 25    | 0     | 1     | 35    | 9        | .258  | .304     | .367     | .671  |
| 1969       | 大洋       | 130   | 489   | 432   | 51    | 109   | 15       | 4        | 7        | 153   | 32    | 9     | 11       | 13    | 4     | 40    | 1     | 0     | 55    | 5        | .252  | .313     | .354     | .667  |
| 1970       | 大洋       | 124   | 404   | 360   | 25    | 93    | 16       | 2        | 4        | 125   | 36    | 2     | 7        | 21    | 2     | 21    | 2     | 0     | 48    | 5        | .258  | .298     | .347     | .645  |
| 1971       | 大洋       | 123   | 421   | 363   | 28    | 79    | 6        | 1        | 7        | 108   | 22    | 6     | 8        | 20    | 3     | 33    | 2     | 2     | 46    | 10       | .218  | .284     | .298     | .582  |
| 1972       | 大洋       | 81    | 211   | 175   | 19    | 41    | 4        | 0        | 2        | 51    | 16    | 2     | 1        | 9     | 1     | 26    | 0     | 0     | 24    | 4        | .234  | .332     | .291     | .623  |
| 1973       | 大洋       | 32    | 54    | 45    | 4     | 9     | 0        | 0        | 0        | 9     | 2     | 1     | 0        | 6     | 0     | 3     | 0     | 0     | 4     | 1        | .200  | .250     | .200     | .450  |
| 通算：14年 | 通算：14年 | 1619  | 5462  | 4862  | 473   | 1183  | 180      | 36       | 65       | 1630  | 360   | 148   | 87       | 239   | 21    | 327   | 12    | 13    | 649   | 93       | .243  | .292     | .335     | .627  |

- 各年度の太字はリーグ最高

### 年度別監督成績
| 年 度     | 球 団     | 順 位     | 試 合 | 勝 利 | 敗 戦 | 引 分 | 勝 率 | ゲ ｜ ム 差 | 本 塁 打   | 打 率      | 防 御 率   | 年 齡      |
| --------- | --------- | --------- | ----- | ----- | ----- | ----- | ----- | ----------- | ---------- | ---------- | ---------- | ---------- |
| 1993      | 横浜      | 5位       | 130   | 57    | 73    | 0     | .438  | 23          | 87         | .249       | 3.83       | 55歳       |
| 1994      | 横浜      | 6位       | 130   | 61    | 69    | 0     | .469  | 9           | 107        | .261       | 3.76       | 56歳       |
| 1995      | 横浜      | 4位       | 130   | 66    | 64    | 0     | .508  | 16          | 114        | .261       | 4.37       | 57歳       |
| 1997      | ロッテ    | 6位       | 135   | 57    | 76    | 2     | .429  | 19.5        | 75         | .249       | 3.84       | 59歳       |
| 1998      | ロッテ    | 6位       | 135   | 61    | 71    | 3     | .462  | 9.5         | 102        | .271       | 3.70       | 60歳       |
| 通算：5年 | 通算：5年 | 通算：5年 | 660   | 302   | 353   | 5     | .461  | Bクラス5回  | Bクラス5回 | Bクラス5回 | Bクラス5回 | Bクラス5回 |

※1 1993年から1996年までは130試合制
※2 1997年から2000年までは135試合制

### 表彰
- 日本シリーズMVP：1回（1960年）

### 記録
初記録
- 初出場：1960年4月2日、対中日ドラゴンズ1回戦（中日スタヂアム）、5回裏に二塁手で出場
- 初先発出場：1960年4月7日、対国鉄スワローズ3回戦（後楽園球場）、7番・二塁手で先発出場
- 初安打：同上、6回表に森滝義巳から
- 初打点：1960年5月3日、対読売ジャイアンツ3回戦（後楽園球場）、8回表に別所毅彦から適時打
- 初本塁打：1960年5月5日、対読売ジャイアンツ5回戦（後楽園球場）、8回表に安原達佳から右越2ラン

節目の記録
- 1000試合出場：1967年10月5日、対中日ドラゴンズ24回戦（中日スタヂアム）、1番・二塁手で先発出場 ※史上128人目
- 1000本安打：1970年6月30日、対阪神タイガース11回戦（川崎球場）、4回裏に上田二郎から中前安打 ※史上73人目
- 1500試合出場：1971年9月22日、対読売ジャイアンツ25回戦（川崎球場）、6番・二塁手で先発出場 ※史上41人目

その他の記録
- オールスターゲーム出場：2回（1962年、1965年）

### 背番号
- 1（1960年 - 1974年）
- 72（1975年 - 1978年、1989年 - 1991年）
- 75（1979年 - 1981年）
- 83（1982年 - 1986年）
- 60（1993年 - 1995年）
- 81（1997年 - 1998年）
- 80（2006年）

## 関連情報

### 出演番組
- 〇曜ナイター→BANG! BANG! BASEBALL→JAPAN MAJOR BASEBALL→ザ・ベースボール→THE BASEBALL 野球列闘（TBSテレビ） - 解説
- エキサイトナイター→ザ・ベースボール（TBSラジオ） - 解説